# Каталог троянців

Англомовна мапа Гомерівської (Архаїчної) чи догомерівської (Мікенської) Греції

Каталог троянців - це перелік троянського війська, яке протистояло ахейцям. У Трою на допомогу Пріаму зібралося багато загонів союзників троянців, які проживали в різних районах Малої Азії. Олександр Зайцев зазначає, що 
"Каталог троянців" та їхніх союзників відрізняється від "Каталогу кораблів" значно меншою кількістю конкретних даних. Очевидно, що уявлення його автора про землі та народи, які він перераховує, були поверхневими. Далеко не всі деталі "Каталогу троянців", як і "Каталогу кораблів", узгоджуються з тим, що говориться в інших частинах "Іліади".

## Каталог троянців у таблиці
| Плем'я                         | Царі / Командувачі    | Поселення / міста |
| ------------------------------ | --------------------- | --- |
| Троянці (2.816-2.819)          | Гектор                | Троя (39.957500, 26.238900). |
| Дарданці (2.820-2.823)         | Еней, Акамас, Архелох | територія гори Іда (39.692200, 26.842300).                                                                                        |
| Троянці із Зелія (2.824-2.827) | Пандар Лікаонід       | Зелія (40.203600, 27.596100). |
| Невідомо (2.828-2.834)         | Адраст, Амфій         | Адрастея (40.383700, 27.191300), Пітія (можливо Лампсак) (40.346700, 26.699200).                                                  |
| Невідомо (2.835-2.839)         | Азій                  | Перкота (40.273900, 26.588800), Сестос (40.228400, 26.417200), Абідос (40.195100, 26.409100), Арісба (40.196300, 26.538000).      |
| Пеласги (2.840-2.843)          | Гіппофой, Пілей       | Ларіса (38.667900, 27.029200). |
| Фракійці (2.844-2.845)         | Акамас, Пірос         | Невідомо, але мешкали десь на території Геллеспонту (41.000000, 26.500000).                                                       |
| Кікони (2.846-2.847)           | Евфем                 | Невідомо, але мешкали десь на території Кіконії (41.000000, 25.500000).                                                           |
| Пеони (2.848-2.850)            | Пірехм                | Невідомо, але мешкали десь на території Пеонії (41.500000, 22.010000).                                                            |
| Пафлагонці (2.851-2.855)       | Пілімен               | Кітора (41.857400, 32.855400), Сесам (41.749500, 32.386800), Кромна (41.829600, 32.670900), Егіал (Невідомо), Еріфін (Невідомо).  |
| Галізони (2.856-2.857)         | Одій, Епістроф        | Аліба (Невідомо). |
| Місійці (2.858-2.861)          | Хромій, Енномос       | Невідомо, але мешкали десь у регіоні Місії (40.000000, 28.000000).                                                                |
| Фригійці (2.862-2.863)         | Форкіс, Асканій       | Невідомо, але мешкали навколо озера Асканія (40.420000, 29.496000).                                                               |
| Меонійці (2.864-2.866)         | Антіф, Месфл          | Невідомо, але мешкали десь навколо Гігейського озера (38.613931, 28.012817).                                                      |
| Кари (2.867-2.875)             | Настес, Амфімах       | Мілет (37.529200, 27.277500), гора Фтир (невідомо), долину річки Мендр (37.622000, 27.471300), гора Мікал (37.666700, 27.083300). |
| Лікійці (2.876-2.877)          | Сарпедон, Главк       | Невідомо, але мешкали десь в регіоні Лікії (36.500000, 29.500000) та у долині річки Ксанф (36.294140, 29.263490)                  |